# Алпийско растение
Алпийските растения са растения, които растат в алпийски климат, който се среща на висока надморска височина и над линията на която растат дървета. Има много различни растителни видове и таксони, които растат като растителна общност в тези алпийски тундри. Те включват многогодишни растения, острицови, тревисти цъфтящи растения, които не са граминоид (житни, острицови или дзукови), мъхове и лишеи. Алпийските растения са адаптирани към суровите условия на алпийската среда, които включват ниски температури, ултравиолетова радиация, вятър, суша, бедна хранителна почва и кратък вегетационен период.
Някои алпийски растения служат като лечебни растения – билки.
- Алпийски ливади, Грузия
- Ranunculus glacialis